# Jiro Wang
Jiro Wang (en chino tradicional, 汪東城; en chino simplificado, 汪东城; pinyin, Wāng Dōngchéng), también llamado Da Dong es un actor y cantante taiwanés. Es miembro de  Fahrenheit.

## Biografía
Jiro Wang nació el 24 de agosto de 1981, en Taiwán. Cursó sus estudios en la Universidad de Comercio y de las Artes de Fu Shin con un Grado en Diseño de Publicidad. Después de su graduación, dedicó su vida a la industria del entretenimiento. Para unirse a la industria del entretenimiento, dijo que se debía a su buena apariencia y el talento que demostró en una competición de canto. BMG, la agencia con la que él firmó, tenía planes en conjunto con Jay Chou y Jordania Chan para formar una banda de chicos llamada 3J, pero el plan fue desechado. Jiro decidió luego continuar su carrera en el sector detrás del escenario, principalmente a cargo de la moda y el diseño, así como el modelaje comercial. En el 2004 comenzó a actuar.
Solía ser el vocalista de una banda llamada Karma, que formó junto a sus compañeros del instituto. Tiempo después, la banda cambió el nombre a Dong Cheng Wei (东城卫). Sin embargo, los miembros de la banda siguen siendo los mismos y Jiro sigue en contacto con ellos, haciendo apariciones esporádicas junto a sus amigos de la escuela.
Cuando tenía 18 años, su padre falleció, dejándolos solos a él y su madre con una deuda familiar. Esa es la razón por la que trabajó en tantos comerciales, y posteriormente en dramas, sin descanso para poder saldar la deuda cuanto antes. Como el comercial para la nueva bebida de yogur con Hebe Tian de SHE.
Su salto a la fama lo dio de la mano de Ariel Lin y Joe Cheng, en "It Started With A Kiss", donde personifico al tierno y alocado Ah Jin. Posteriormente se unió a la famosa boyband taiwanesa de Fahrenheit, con la que ha cosechado un inmenso éxito no solo en su país natal, sino también en toda Asia.
Habla con fluidez mandarín, y entiende conversación en cantones e inglés. Jiro ha completado su servicio militar, en Taiwán es de un año. Tiene Xeroftalmia, es por eso que una vez no pudo completar una filmación porque no podía abrir los ojos. También sufre de rinitis que en ocasiones hace que su discurso suene como si viniera de su nariz. En 2010, creó su propia marca de ropa llamada M-JO.

## Filmografía

### Películas
- Security (2017)
- Mystery (2014)
- Broadcasting Girl (2014)
- Bloddy Doll  (2013)
- My Boyfriends (2013)
- My Beautiful Kingdom (2013)
- The Purple House (2011)

### Series de televisión
| Año  | Título                                                  | Papel                                               |
| 2016 | Demon Girl                                              | You Yuan                                            |
| 2015 | Singles Villa                                           |                                                     |
| 2015 | The Crossing Hero                                       |                                                     |
| 2015 | Looking For Aurora                                      |                                                     |
| 2014 | The X-Dormitory                                         |                                                     |
| 2013 | Happy Dandelion                                         |                                                     |
| 2013 | KO3                                                     | Wang Da Dong                                        |
| 2013 | Fabulous Boys                                           | Huang Tai Jin                                       |
| 2012 | Drama Go Go Go                                          | Eason                                               |
| 2012 | KO2                                                     | Wang Da Dong                                        |
| 2012 | Absolute Boyfriend                                      | Wan Nai Te                                          |
| 2011 | Sunshine Angel                                          | Jiro (Cameo)                                        |
| 2009 | ToGetHer/Superstar Express                              | Mars                                                |
| 2009 | Momo Love                                               | Shi Lang                                            |
| 2009 | KO3an Guo                                               | Wang Da Dong (Cameo)                                |
| 2008 | Rolling Love                                            | Mi Qi Lin                                           |
| 2007 | The Kiss Again                                          | Ah Jin                                              |
| 2007 | The X-Family                                            | Xia Lan Xing De Tian, Gui Long, Wang Da Dong y Zack |
| 2007 | Hua Yang Shao Nian Shao Nu / Hana Kimi (Ver. Taiwanesa) | Jin Xiu Yi                                          |
| 2005 | KO One                                                  | Wang Da Dong                                        |
| 2005 | It Started With A Kiss                                  | Ah Jin                                              |
| 2004 | The Pawnshop No. 8                                      | Ah Zhe                                              |

### Programa de televisión
| Año  | Programa                     | Notas        |
| ---- | ---------------------------- | ------------ |
| 2018 | Shake It Up (Let's Shake It) | participante |

## Discografía

### Álbumes
| Año  | Título del Álbum                      | Canciones |
| 2012 | What Are You Waiting For (你在等什麼) | 1. Feel Me Feat: Popu Lady 2. Ni Zai Deng Shen Me (你在等什麼) 3. Wo Ying Gai Qu Ai Ni (我應該去愛你) 4. Gan Bu Gan Ai Wo feat. Power Station (敢不敢愛我f feat. 動力火車) 5. Wo Men De Ju Ben (我們的劇本) 6. Zhe Li Mei You Tian Shi (這裡沒有天使) 7. Xiang Ni (像你) 8. Jia Zhuang Wo Men |
| 2012 | Jia Zhuang Wo Men Mei Ai Guo          | Jia Zhuang Wo Men Mei Ai Guo (Single) |
| 2007 | The Water Side                        | The Water Side (在水一方) (Single) |

## Premios
| Año  | Premio                                                | Categoría                    |
| 2012 | Premio 1st Internacional Micro-Film Festival          | Mejor actor debut            |
| 2012 | Premio 5th Beijing Billboard Music Newcomers Festival | Cantante más popular         |
| 2011 | Premio LeTV Film Entertainment Awards                 | Mejor Inspiración a las Fans |